# Responsabilité contractuelle en Belgique
La responsabilité contractuelle est, avec la responsabilité délictuelle, une des deux parties de la responsabilité civile. Elle est engagée en cas de mauvaise exécution ou d'inexécution totale ou partielle des obligations nées d'un contrat. 

« Le débiteur est condamné, s'il y a lieu, au paiement de dommages et intérêts, soit à raison de l'inexécution de l'obligation, soit à raison du retard dans l'exécution, toutes les fois qu'il ne justifie pas que l'inexécution provient d'une cause étrangère qui ne peut lui être imputée, encore qu'il n'y ait aucune mauvaise foi de sa part. »

— Article 1147 du Code civil.

## Droit commun
Les conditions pour mettre en œuvre la responsabilité contractuelle sont une mise en demeure, une inexécution imputable au débiteur et un dommage direct et prévisible.

### La mise en demeure
En principe, une mise en demeure du débiteur de s'exécuter en nature est requise avant que ce dernier puisse encourir une sanction contractuelle, en l'occurrence la débition de dommages et intérêts en lieu et place de l'exécution en nature. Néanmoins, dans certains cas, l'exigence de mise en demeure cesse, c'est notamment le cas lorsque le créancier intente une action en justice, auquel cas l'acte introductif d'instance vaut mise en demeure. En cas d'inexécution définitive, la Cour de cassation admet un effet rétroactif de la mise en demeure, la mise en demeure n'a alors aucune incidence sur le quantum des dommages et intérêts compensatoires.
L'exigence de mise en demeure est importante pour l'indemnisation du préjudice découlant du retard dans l'exécution en nature, soit dans l'exécution de la prestation promise. Lorsque l'exécution a ou aura finalement lieu en nature mais avec retard, le retard ne peut être indemnisé en principe qu'à dater de la mise en demeure. Ce n'est qu'à dater de la mise en demeure que le débiteur est juridiquement en retard de s'exécuter.
Il en résulte qu'en droit commun, des dommages et intérêts moratoires ne peuvent pas être obtenus pour la période antérieure à la mise en demeure ; les dommages et intérêts moratoires ne commencent en principe à courir qu'à dater de la mise en demeure.

### Une inexécution imputable au débiteur
La responsabilité contractuelle est à base de faute. La charge de la preuve dépend de la nature de l'obligation inexécutée. La preuve directe ou indirecte d'une cause étrangère libératoire libère le débiteur et le décharge de sa responsabilité à l'égard du créancier. Le débiteur ne peut toutefois pas se retrancher derrière le fait des personnes qu'il s'est substituées pour l'exécution de ses propres obligations. C'est là ce que l'on nomme la responsabilité contractuelle du fait d'autrui.

#### Une responsabilité à base de faute
Seule une inexécution contractuelle imputable au débiteur est de nature à engendrer une responsabilité dans son chef. Sa responsabilité n'est engagée que si l'inexécution est due à sa faute. Comme il en va de la responsabilité délictuelle de l'article 1382 du Code civil, la responsabilité contractuelle est également à base de faute. Peu importe la gravité de la faute.

#### La charge de la preuve
La charge de la preuve dépend de la nature de l'obligation inexécutée :
- S'il s'agit d'une obligation de résultat, le débiteur sera présumé en faute, en état d'inexécution imputable du seul fait de l'inobtention du résultat ; il lui appartient de renverser cette présomption en établissant, de manière directe ou indirecte, une cause étrangère libératoire[3].

- S'il s'agit d'une obligation de moyens, le débiteur ne sera considéré en état d'inexécution imputable que si le créancier rapporte la preuve d'une faute dans son chef, à savoir que le débiteur ne s'est pas comporté comme l'aurait fait un bon père de famille en vue de l'obtention du résultat escompté[4].

#### La cause étrangère libératoire
Si l'inexécution est due à une cause étrangère libératoire, la responsabilité du débiteur n'est pas engagée. S'agissant d'une obligation de résultat, c'est là le seul moyen pour le débiteur d'échapper à sa responsabilité. La cause étrangère libératoire se définit comme : un événement exempt de toute faute du débiteur, tant avant, pendant qu'après sa survenance et qui a rendu impossible l'exécution de son obligation par le débiteur, cette impossibilité pouvant être soit temporaire, soit définitive.

#### La responsabilité contractuelle du fait d'autrui
Le fait d'un tiers peut être une cause étrangère libératoire à condition que ce tiers soit une personne dont le débiteur n'est pas responsable, le débiteur ne peut pas se retrancher derrière le fait d'un tiers dont il est responsable. Aucun texte du Code civil ne consacre de façon générale la responsabilité contractuelle du débiteur pour le fait de quelqu'un d'autre mais la doctrine et la jurisprudence ont dégagé un principe général de responsabilité du débiteur vis-à-vis de son cocontractant pour les personnes dont il est responsable. C'est le principe général dit de la responsabilité contractuelle du fait d'autrui.
Quoiqu'il n'ait pas commis personnellement de faute dans l'exécution du contrat, le débiteur en état d'inexécution est responsable, vis-à-vis de son créancier, des personnes dont il s'entoure ou qu'il se substitue pour l'exécution du contrat.

### Un dommage direct et prévisible
Comme il en va en matière de responsabilité délictuelle, le principe est également, en matière de responsabilité contractuelle, celui de la réparation intégrale du dommage subi.

« Les dommages et intérêts dus au créancier sont, en général, de la perte qu'il a faite et du gain dont il a été privé [...]. »

— Article 1149 du Code civil.
Le créancier, victime d'une inexécution contractuelle imputable à son débiteur, est en droit d'obtenir une indemnisation non seulement pour le préjudice déjà subi, par exemple le dommage causé à l'un de ses biens, mais encore pour le gain manqué du contrat, soit la perte du bénéfice escompté du contrat. Sont réparables tant le dommage passé que le dommage futur, pour autant cependant qu'ils soient certains. Toutes les formes de dommages sont en principe réparable : dommage matériel ou moral, dommages aux biens ou à la personne, etc.

« Le débiteur n'est tenu que des dommages et intérêts qui ont été prévus ou qu'on a pu prévoir lors du contrat, lorsque ce n'est point par son dol que l'obligation n'est point exécutée. »

— Article 1150 du Code civil.
Aux termes de l'article 1150 du Code civil n'est en principe réparable que le seul dommage prévisible au moment de la formation du contrat. Il s'agit là d'un tempérament au principe de la réparation intégrale. L'objet 1150 fait cependant l'objet d'une interprétation stricte, sinon restrictive. Telle qu'elle est interprétée par la Cour de cassation, l'exigence de prévisibilité ne porte que sur la possibilité de survenance du dommage (sur sa cause ou sur sa nature) et non sur son étendue (non sur sa quotité). Il suffit que le dommage ait pu être prévu en son principe, peu importe son étendue.
En cas de dol du débiteur, même le dommage imprévisible est réparable. Le dol dont il est question à l'article 1150 du Code civil n'est pas le dol vice de consentement mais bien le dol dans l'exécution. Le dol dans l'exécution n'est pas une tromperie mais bien une inexécution intentionnelle par le débiteur de ses obligations. La faute lourde n'est pas assimilée au dol.

« Dans le cas même où l'inexécution de la convention résulte du dol du débiteur, les dommages et intérêts ne doivent comprendre, à l'égard de la perte éprouvée par le créancier et du gain dont il a été privé, que ce qui est une suite immédiate et directe de l'inexécution de la convention. »

— Article 1151 du Code civil.
L'exigence d'un dommage immédiat et direct est interprétée comme se rapportant à l'exigence d'un lien de causalité entre l'inexéction contractuelle et le dommage dont la réparation est demandée. La notion de causalité à laquelle il est fait référence est la même que celle qui a cours en matière de responsabilité délictuelle. Il faut mais il suffit que l'inexécution imputable au débiteur soit une condition nécessaire du dommage tel qu'il s'est produit. C'est la théorie de l'équivalence des conditions qui est appliquée. Aussi bien, pour autant qu'il soit en lien causal avec l'inexécution imputable au débiteur, pour autant aussi qu'il ait été prévisible en son principe, le dommage, même indirect, donne lieu à réparation.
Le principe d'exécution de bonne foi tempère quelque peu le principe de la réparation intégrale. Selon la Cour de cassation, il "commande" au créancier "de prendre, avec loyauté, les mesures raisonnables, qui permettent de modérer ou de limiter son préjudice". Dans la mesure où son préjudice aurait pu être limité par l'adoption de mesures raisonnables, le créancier n'obtiendra pas la réparation intégrale.
Il appartient au créancier de l'obligation inexécutée de faire la preuve : de l'imputabilité de l'inexécution, avec à cet égard la distinction entre l'obligation de moyens et de résultat ; de l'existence et du montant de son préjudice ; du lien causal entre l'inexécution imputalbe et le préjudice souffert.

## Comparaison avec la responsabilité délictuelle
Le parallélisme est grand entre les conditions de la responsabilité contractuelle (imputabilité de l'inexécution, dommage prévisible et lien de causalité) et les conditions de la responsabilité délictuelle (faute, dommage et lien de causalité). Il ne faut cependant jamais perdre de vue qu'au contraire de la responsabilité délictuelle, la responsabilité contractuelle n'est jamais qu'un pis aller, puisque c'est au premier chef à l'exécution en nature de la prestation que le créancier a droit.
Lorsque le créancier poursuit l'exécution en nature, seule l'imputabilité de l'inexécution est exigée; il n'est pas requis en outre, sous réserve de l'abus de droit, que l'inexécution ait causé un dommage. Contrairement à ce qui a lieu pour l'exécution par équivalent, le créancier a droit à l'exécution en nature de la prestation promise, sans devoir rapporter la preuve du préjudice encouru du fait de l'inexécution. L'exécution en nature n'est rien d'autre en effet que l'exécution de la convention telle qu'elle a été voulue par les parties. Elle est de droit eu égard à la force obligatoire reconnue au contrat.

## Aménagements conventionnels
Les aménagements aux principes de base de la responsabilité contractuelle peuvent également résulter de la volonté des parties. Il existe des clauses qui précisent, nuancent ou dérogent au régime de droit commun de la responsabilité contractuelle.

### Clauses pénales
Les parties fixent à l'avance une prestation forfaitaire accessoire, le plus souvent une somme d'argent, qui sera due par le débiteur au cas où il serait en état d'inexécution ou en retard d'exécution. Par là, les parties s'accordent pour que le forfait conventionnel soit alloué au créancier sans que celui-ci soit tenu de prouver l'existence du dommage ni l'existence du montant du dommage que l'inexécution lui a causé. 

### Clauses exonératoires et limitatives de responsabilité
La clause exonératoire de responsabilité a pour objet d'exonérer le débiteur de toute réparation en cas d'inexécution de son obligaiton. La clause limitative de responsabilité a pour objet de restreindre, par rapport à ce qui a lieu en droit commun, la possibilité pour le créancier d'obtenir, à charge de son débiteur, réparation du préjudice causé par l'inexécution de l'obligation. On peut s'exonérer de n'importe quelle faute, même la faute lourde, mais pas de son dol.